# IF Troja-Ljungby
Le IF Troja-Ljungby est un club de hockey sur glace de Ljungby en Suède. Il évolue en Division 1, le troisième échelon suédois.

## Historique
Le club est créé en 1948.

## Palmarès
- Aucun titre.